# Equação do quarto grau

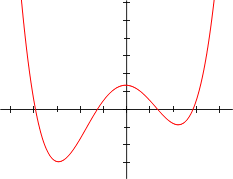
Gráfico de um polinômio do quarto grau, com quatro raízes reais distintas

Em matemática, uma equação do quarto grau ou equação quártica é uma equação polinomial monovariável de grau quatro. A forma geral de uma equação do quarto grau é dada por:{\displaystyle ax^{4}+bx^{3}+cx^{2}+dx+e=0,}em que os coeficientes {\displaystyle a\neq 0}, {\displaystyle b}, {\displaystyle c}, {\displaystyle d} e {\displaystyle e} são elementos de um corpo, geralmente o dos números reais ou complexos.

## Exemplos
{\displaystyle x^{4}+2x^{3}-13x^{2}-14x+24=0}{\displaystyle x^{4}-1=0}{\displaystyle x^{4}-5x^{2}+6=0}

## Existência de soluções
O teorema fundamental da álgebra garante que uma equação quártica sempre terá quatro soluções (raízes), simples ou múltiplas, no conjunto dos números complexos.

## Formas especiais

### Equação biquadrática
Uma equação biquadrática é uma equação do quarto grau que, quando reduzida, é apresentada da seguinte forma:{\displaystyle px^{4}+qx^{2}+r=0.}Como {\displaystyle p\neq 0}, esta equação pode ser reduzida a uma equação do segundo grau através da mudança de variáveis {\displaystyle y=x^{2}}, de modo que{\displaystyle py^{2}+qy+r=0.}Os valores de {\displaystyle y} que satisfazem esta equação são dados pela fórmula: {\displaystyle y={\frac {-q\pm {\sqrt {q^{2}-4pr}}}{2p}}.}
Logo, {\displaystyle x=\pm {\sqrt {\frac {-q+{\sqrt {q^{2}-4pr}}}{2p}}}} e {\displaystyle x=\pm {\sqrt {\frac {-q-{\sqrt {q^{2}-4pr}}}{2p}}}}.

### Produtos Notáveis
Toda equação do 4° grau que, na forma reduzida {\displaystyle \left(x^{4}+ax^{2}+bx+c=0\right),} apresente coeficientes nulos, será um produto notável com as raízes em {\displaystyle x=-{\dfrac {b}{4a}}.}
- Exemplo: {\displaystyle x^{4}-4x^{3}+6x^{2}-4x+1=0} quando reduzido fica na forma {\displaystyle z^{4}=0,} logo {\displaystyle x=-{\dfrac {b}{4a}}} ou {\displaystyle x=1.}

Formula de Wilson x⁴=y²

## O método de Ferrari
As soluções podem ser encontradas usando o método de Ferrari desenvolvido pelo matemático italiano Lodovico Ferrari.
Ferrari resolveu uma equação que, em linguagem moderna, pode ser escrita como:{\displaystyle x^{4}+px^{2}+q=rx}Nota-se que a equação geral {\displaystyle az^{4}+bz^{3}+cz^{2}+dz+e=0} pode ser reduzida a este caso através da transformação {\displaystyle z=x-{\frac {b}{4a}},} e dividindo a equação resultante por {\displaystyle a}.
Ao dividirmos a equação por {\displaystyle a}, a equação terá a forma {\displaystyle z^{4}+Az^{3}+Bz^{2}+Cz+D=0}, onde {\displaystyle A={\frac {b}{a}}}, {\displaystyle B={\frac {c}{a}}}, {\displaystyle C={\frac {d}{a}}} e {\displaystyle D={\frac {e}{a}}}. Ao realizar a substituição {\displaystyle z=x-{\frac {B}{4}}} a equação assumirá a forma reduzida {\displaystyle x^{4}+px^{2}+q=rx}, onde
{\displaystyle p=B-{\frac {3}{8}}A^{2}}
{\displaystyle r=-{\frac {1}{8}}A^{3}+{\frac {1}{2}}AB-C}
{\displaystyle q=-{\frac {3}{256}}A^{4}+{\frac {1}{16}}A^{2}B-{\frac {1}{4}}AC+D}
A partir daqui, o método consiste em transformar a equação em uma diferença de quadrados tal qual {\displaystyle (x^{2}+A)^{2}-(Bx+C)^{2}=0,} cuja solução pode ser obtida através dos métodos de resolução de equações do segundo grau.
No primeiro passo, o primeiro membro da equação, {\displaystyle x^{4}+px^{2}+q,} é transformado no quadrado baseado em {\displaystyle x^{4}+q,} ou seja, {\displaystyle x^{4}+2{\sqrt {q}}x^{2}+q:}{\displaystyle x^{4}+q=rx-px^{2}}{\displaystyle x^{4}+2{\sqrt {q}}x^{2}+q=(2{\sqrt {q}}-p)x^{2}+rx}{\displaystyle (x^{2}+{\sqrt {q}})^{2}=rx+\left(2{\sqrt {q}}-p\right)x^{2}}Em seguida, somam-se termos em uma nova variável {\displaystyle y,} porém de forma a que o primeiro membro não deixe de ser um quadrado. Para isto, além de somar {\displaystyle y^{2},} devemos somar também {\displaystyle 2y\cdot (x^{2}+{\sqrt {q}}),} ou seja:{\displaystyle (x^{2}+{\sqrt {q}})^{2}+2y\cdot (x^{2}+{\sqrt {q}})+y^{2}=rx+\left(2{\sqrt {q}}-p\right)x^{2}+2y\cdot (x^{2}+{\sqrt {q}})+y^{2}}Reescrevendo:{\displaystyle (x^{2}+{\sqrt {q}}+y)^{2}=(2{\sqrt {q}}-p+2y)x^{2}+rx+2y{\sqrt {q}}+y^{2}}O segundo membro da equação pode ser reescrito como {\displaystyle (2{\sqrt {q}}-p+2y)\cdot (x-x_{+})\cdot (x-x_{-}),} onde {\displaystyle x_{+}} e {\displaystyle x_{-}} são soluções da equação quadrática
{\displaystyle (2{\sqrt {q}}-p+2y)x^{2}+rx+2y{\sqrt {q}}+y^{2}=0,} ou seja, {\displaystyle x={\dfrac {-r\pm {\sqrt {r^{2}-4\cdot (2{\sqrt {q}}-p+2y)\cdot (2y{\sqrt {q}}+y^{2})}}}{2\cdot (2{\sqrt {q}}-p+2y)}}}
Para que a equação se torne uma diferença de quadrados, é necessário que {\displaystyle (2{\sqrt {q}}-p+2y)\cdot (x-x_{+})\cdot (x-x_{-})} seja um quadrado, então escreveremos que {\displaystyle x_{+}=x_{-},} que necessita que a raiz quadrada na fórmula seja nula.
Em outras palavras, isto requer:{\displaystyle r^{2}-4\cdot (2{\sqrt {q}}-p+2y)\cdot (2y{\sqrt {q}}+y^{2})=0}que, expandido, gera a equação do terceiro grau auxiliar:{\displaystyle 8y^{3}+(24{\sqrt {q}}-4p)y^{2}+(16q-8p{\sqrt {q}})y-r^{2}=0,}onde apenas uma raiz {\displaystyle y_{1}} é necessária (recomenda-se utilizar uma raiz real). Quando {\displaystyle r\neq 0}, a equação sempre irá possuir uma raiz real positiva.
Retomando o cálculo da incógnita {\displaystyle x,} temos que {\displaystyle x_{+}=x_{-}=-{\dfrac {r}{2\cdot (2{\sqrt {q}}-p+2y)}}}
Com isso a equação {\displaystyle (x^{2}+{\sqrt {q}}+y)^{2}=\left(2{\sqrt {q}}-p+2y\right)\cdot \left(x+{\dfrac {r}{2\cdot \left(2{\sqrt {q}}-p+2y\right)}}\right)^{2},} pode ser reescrita como {\displaystyle (x^{2}+{\sqrt {q}}+y)^{2}-\left({\sqrt {2{\sqrt {q}}-p+2y}}\right)^{2}\cdot \left(x+{\dfrac {r}{2\cdot \left(2{\sqrt {q}}-p+2y\right)}}\right)^{2}=0,} ou {\displaystyle (x^{2}+{\sqrt {q}}+y)^{2}-\left(x{\sqrt {2{\sqrt {q}}-p+2y}}+{\dfrac {r}{\sqrt {8{\sqrt {q}}-4p+8y}}}\right)^{2}=0}
que resulta em uma diferença de dois quadrados:
{\displaystyle x^{2}+{\sqrt {q}}+y\pm \left(x{\sqrt {2{\sqrt {q}}-p+2y}}+{\dfrac {r}{\sqrt {8{\sqrt {q}}-4p+8y}}}\right)=0}
Que gera duas equações quadráticas que podem ser resolvidas pelos métodos de resolução de equações de segundo grau nas equações seguintes:
{\displaystyle x^{2}+x{\sqrt {2{\sqrt {q}}-p+2y}}+{\sqrt {q}}+y+{\dfrac {r}{\sqrt {8{\sqrt {q}}-4p+8y}}}=0}
{\displaystyle x^{2}-x{\sqrt {2{\sqrt {q}}-p+2y}}+{\sqrt {q}}+y-{\dfrac {r}{\sqrt {8{\sqrt {q}}-4p+8y}}}=0}